# Зигфрид (вождь викингов)
Зи́гфрид или Си́гурд (ум. 891) — военачальник викингов-данов, участник осады Парижа в 885-886 годах.

## Биография
В 863 году отряд викингов под командованием Зигфрида разграбили Шаранту (Аквитания). Спустя два года, в октябре 865 года новый набег викингов под командованием Зигфрида был отбит, погибло 400 воинов, остальные обратились в бегство и вернувшись на корабли, отплыли на родину. 
Позже отряды викингов под руководством Зигфрида входили в Великую языческую армию, которая участвовала в завоевании Англии. В 881 году викинги под командованием Зигфрида и Роллона участвовали в разграблении Льежа, Маастрихта и Амьена, после чего последовали несколько сражений с войсками короля Карломана II. Викинги потребовали сумму в 12 000 фунтов серебра в обмен на то, что они оставят Францию, и, получив требуемую сумму, покинули территорию страны.
В ноябре 885 года сотни кораблей викингов подошли к Парижу; Зигфрид потребовал дань от жителей города. Получив отказ, викинги приступили к осаде Парижа, за которой последовали несколько штурмов города, которые были отбиты парижанами. Викинги отошли в лагерь и зимой 886 года возобновили осаду, которая принесла успех, но город не был захвачен. После приближения армии под командованием короля Карла III Толстого, Зигрфид вступил в переговоры, и, получив 60 фунтов серебра, снял осаду и отступил.
Был участником битвы при Лёвене (1 сентября 891), в которой викинги потерпели сокрушительное поражение от франкского войска под командованием Арнульфа Каринтийского, а сам Зигфрид в этой битве, по некоторым данным, был убит.